# Nagypall, Baranya
Nagypall (în germană Pahl) este un sat în districtul Pécsvárad, județul Baranya, Ungaria, având o populație de 415 locuitori (2011). 

## Demografie
Componența etnică a satului Nagypall
     Maghiari (75,96%)
     Germani (21,15%)
     Romi (2,88%)
Componența confesională a satului Nagypall
     Romano-catolici (48,19%)
     Reformați (9,64%)
     Fără religie (7,23%)
     Atei (1,93%)
     Necunoscută (33,01%)
Conform recensământului din 2011, satul Nagypall avea 415 locuitori. Din punct de vedere etnic, majoritatea locuitorilor (75,96%) erau maghiari, existând și minorități de germani (21,15%) și romi (2,88%). Nu există o religie majoritară, locuitorii fiind romano-catolici (48,19%), reformați (9,64%), persoane fără religie (7,23%) și atei (1,93%). Pentru 33,01% din locuitori nu este cunoscută apartenența confesională.